# Espècies bessones
Les espècies bessones o espècies críptiques són aquelles espècies que són extremadament similars en aparença (morfologia, fisiologia i comportament) però es troben reproductivament aïllades entre si. Es considera que les espècies bessones són el resultat d'un procés recent de diferenciació. En altres paraules, són productes relativament recents del procés d'especiació. El terme espècies bessones («sibling species» en anglès) va ser introduït a la literatura científica anglesa per Ernst Mayr el 1942 traduint de les paraules franceses «espec jumelles» o de l'alemany «Geschwisterarten». En tots els grups d'organismes estudiats hi ha casos d'espècies bessones, com en artròpodes, mamífers, peixos, animals unicel·lulars com Paramecium, i cnidaris dels esculls de coral.
L'estudi de les espècies bessones ha proveït importants avenços a la biologia evolutiva, particularment per a comprendre el procés d'especiació. El primer parell d'espècies bessones va ser informat el 1768 per Gilbert White (1720-1793) en el gènere d'aus Phylloscopus.